# Ківсяки
Ківсяки (Julida) — ряд двопарноногих багатоніжок. Одні з найкраще вивчених двопарноногих. Ґрунтові видовжені тварини, поширені у вологих місцях. Переважно голарктичні тварини, хоча деякі види відомі з Індо-Малайської та Неотропічної області. Ряд налічує близько 750–800 видів.
Ківсяками також часто помилково називають представників двох близьких рядів двопарноногих багатоніжок з надряду Juliformia: Spirobolida та Spirostreptida, які містять гігантських тропічних багатоніжок розміром до 30 сантиметрів, популярних серед любителів тераріумістики. Ці багатоніжки вирізняються деталями сегментації та еволюційним походженням, а також поширені майже винятково у тропічному поясі Землі.

## Будова тіла
Тіло довге, циліндричне, складається з великої кількості (понад 30) тулубних сегментів. Розміри від 1 до 12 см. Обидві пари ніг на 7-му сегменті тіла самців перетворені на копулятивний орган (гоноподи), у багатьох видів змінена й передня пара ніг дорослого самця.

## Спосіб життя
Рухаються повільно, ноги переставляють по черзі спереду назад, від чого складається враження хвилеподібності рухів ніг.
Ведуть прихований спосіб життя у вологому субстраті: листковому опаді, під корою дерев, у ґрунті. Деякі види отруйні, виділяють ціанідну кислоту, інші людина навіть використовує в їжу в тропічних регіонах.
З яйця виходить личинка, що має меншу кількість сегментів тіла, ніж доросла особина. Далі під час линяння вона нарощує довжину тіла.

## Біогеографія
Ківсяки поширені у північній півкулі у трьох основних регіонах:
- Північна Америка від Аляски та Канади до Мексики і півночі Центральної Америки
- Європа, Близький Схід, Середня Азія, Північна Африка, острови Атлантики
- центрально-північна Азія, Східна Азія, Південно-Східна Азія

Найбільш північний вид Proteroiulus fuscus трапляється біля північного полярного кола в Ісландії, де є єдиним ківсяком, живе північніше за коло у Скандинавії та Росії, де його було знайдено на півдні півовстрова Ямал. Найвище знайдено ківсяка Nepalmatoiulus ivanloebli в Непалі — на висоті 4800 м над рівнем моря.
Окрема диз'юнктивна зона поширення ківсяків розташована в східному Непалі. Суперечливі дані вказують на наявність ківсяків на островах Оґасавара в Океанії.
Деякі види було випадково завезено в Австралію, Південну Африку, Гавайські острови.

## Різноманіття
Поділяються на 5 надродин та декілька родин:
- Blaniuloidea
  - Blaniulidae — тонкі ківсяки, 19 родів, 46 видів; Європа, Близький Схід до Ірану, схід США
  - Galliobatidae — єдиний вид Galliobates gracilis з південної Франції
  - Okeanobatidae — 2 роди, 4 види; Японія, схід США (Вірджинія, Тенессі, Північна Кароліна)
  - Zosteractinidae — 2 роди, 2 види; схід США
- Juloidea
  - Julidae — справжні ківсяки, 88 родів, 500-600 видів; Палеарктика
  - Rhopaloiulidae — єдиний вид Rhopaloiulus cameratanus з центральної Італії
  - Trichoblaniulidae — єдиний рід Trichoblaniulus з 4 видами; південь Франції, північно-східна Іспанія, південно-західна Італія, Сардинія
  - Trichonemasomatidae — єдиний вид Trichonemasoma peloponesius, відомий з Греції
- Nemasomatoidea
  - Chelojulidae — єдиний вид Chelojulus sculpturatus зі штату Айдахо
  - Nemasomatidae — 7 родів, 22 види; Північна і Центральна Азія від Туреччини до Курильських островів, США і Канада
  - Pseudonemasomatidae — єдиний вид Pseudonemasoma femorotuberculata, відомий з Японії
  - Telsonemasomatidae — єдиний вид Telsonemasoma microps, відомий з Орегону (США)
- Paeromopodoidea
  - Aprosphylosomatidae — єдиний вид Aprosphylosoma darceneae, відомий за єдиною знахідкою самця у печері в Орегоні
  - Paeromopodidae — 2 роди, 16 видів; США від Монтани до Каліфорнії
- Parajuloidea
  - Parajulidae — 8 родів, 23 види; Північна Америка від Аляски до Гватемали, Далекий Схід Росії, Японія
  - Mongoliulidae — 27 родів, 115 видів; Далекий Схід Росії, Східна Азія

Іноді виділяють ще одну родину:
- Pachyiulidae

## Еволюція і походження
Двопарноногі походять від спільного предка, що вийшов на сушу в середині кембрійського періоду (не менше 525 мільйонів років тому) на території субконтиненту Авалонія. Гілка, що містить ківсяків, багатозв'язів та групу Chordeumatida, відокремилася від загального стовбуру в ранньому ордовику (близько 500-480 мільйонів років тому). Відокремлення ківсяків як окремої групи сталося у ранньому силурі (442-440 мільйонів років тому), після відділення Авалонії від Гондвани. Ківсяки поширювалися на вільні території тодішнього суперконтиненту Лавразія. У часи пізнього крейдяного періоду (94-66 мільйонів років тому), коли континенти почали набувати сучасного вигляду, відбулося відокремлення європейських ківсяків від північноамериканських та північноафриканських. Американські ківсяки також розділилися на групи східноамериканських та західноамериканських.
Викопні відбитки ківсяків з еоцену та міоцену (більше 50 мільйонів років тому) належать до сучасної родини Parajulidae. У балтійському бурштині знайдено залишки олігоценових ківсяків віком більше 30 мільйонів років, яких віднесено до сучасних родин Nemasomatidae та Julidae.